# Ocnaea penai
Ocnaea penai är en tvåvingeart som först beskrevs av Evert I. Schlinger 1968.  Ocnaea penai ingår i släktet Ocnaea och familjen kulflugor. Inga underarter finns listade i Catalogue of Life.